# 米内尔沃
米内尔沃（法語：Minerve，法語發音：[minɛʁv] ⓘ）是法国埃罗省的一个市镇，属于贝济耶区。

## 地理
米内尔沃（43°21'15"N, 2°44'47"E）面积27.89 平方千米，位于法国奧克西塔尼大區埃罗省，该省份为法国南部沿海省份，南濒地中海，西南接奥德省，西北接塔恩省和阿韦龙省，东北与加尔省接壤。
与米内尔沃接壤的市镇（或旧市镇、城区）包括：艾涅、阿济亚内、布瓦塞、拉科内特、塞斯拉斯、拉利维尼耶尔、锡朗、韦略。

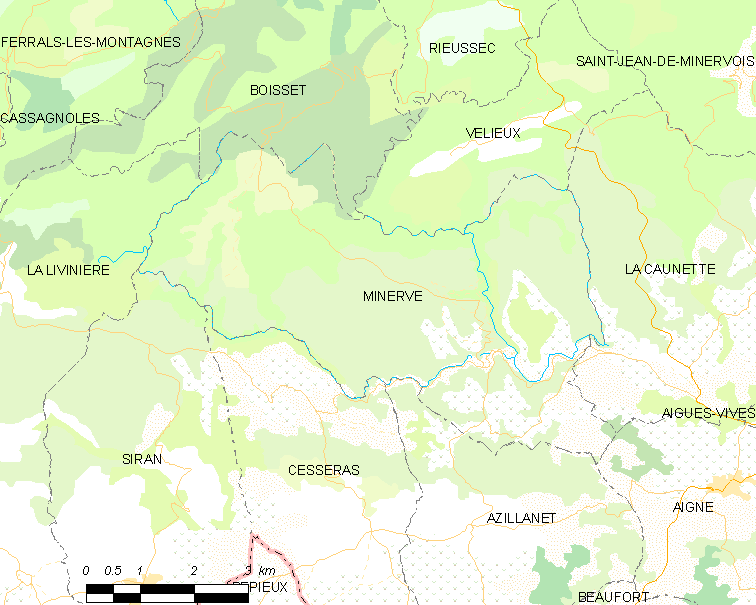
米内尔沃的OSM定位图

米内尔沃的时区为UTC+01:00、UTC+02:00（夏令时）。

## 行政
米内尔沃的邮政编码为34210，INSEE市镇编码为34158。

## 政治
米内尔沃所属的省级选区为圣庞斯德托米耶尔县。

## 人口

1962-2008年间米内尔沃人口变化图示

米内尔沃于2022年1月1日时的人口数量为96人。